# E011
|  | No s'ha de confondre amb E11. |

La ruta europea E011 és una carretera que forma part de la Xarxa de carreteres europees. Comença a Kokpek (Kazakhstan) i finalitza a Tyup (Kirguizstan). Té una longitud de 200 km. Té una orientació de nord a sud.